# Fuga di Varennes
La tentata fuga del 20 e 21 giugno 1791, meglio nota come fuga di Varennes, è un episodio importante della rivoluzione francese, consistente nel tentativo del re Luigi XVI, della regina Maria Antonietta e della loro famiglia, di raggiungere la piazzaforte monarchica di Montmédy, a partire dalla quale il re sperava ancora di lanciare una controrivoluzione e recuperare i suoi antichi poteri. Il tentativo fallì per l'immediato intervento della Guardia nazionale comandata da La Fayette, che arrestò il re e la famiglia reale a Varennes-en-Argonne.
La denuncia della fuga, accreditando la tesi del tradimento del re, fu determinante nel corso della rivoluzione, in particolare nel rendere largamente popolare l'idea di instaurare una repubblica in Francia.

## Contesto
A partire dalle giornate del 5 e 6 ottobre 1789, il re non era più libero nei movimenti e si trovava di fatto quasi prigioniero a Parigi, nel palazzo delle Tuileries, insieme alla famiglia, tenuto sotto stretta sorveglianza dalla Guardia nazionale e dal suo comandante, Gilbert du Motier de La Fayette.
Erano vari mesi che Luigi XVI progettava di lasciare Parigi. Il piano di evasione era già stato organizzato, ma la paura di scatenare una guerra civile tratteneva il re dal metterlo in atto. Furono due avvenimenti che convinsero Luigi XVI a riprendere in mano la situazione con la forza:
la morte di Mirabeau (2 aprile 1791)
l'"oratore del popolo" che si era sempre battuto per la libertà e per ridurre le prerogative reali in favore dell'Assemblea, ma sempre cercando un compromesso fra il re e il popolo. Dopo le giornate del 5 e 6 ottobre 1789, Mirabeau sentiva che la situazione stava sfuggendogli di mano. A partire da questo momento Mirabeau appartenne a quel gruppo di personalità pubbliche che tentarono di frenare il corso degli eventi in un alveo moderato, come gli altri membri della Société des amis de la Constitution: dal suo amico Talleyrand al suo rivale La Fayette. A partire dal suo trasferimento definitivo a Parigi, Mirabeau aveva stabilito delle relazioni segrete con la Corte.
le Pasque inconstituzionali (18 aprile 1791)
il re non aveva mai accettato la firma, che gli era stata imposta, del decreto relativo al giuramento dei preti alla costituzione civile del clero. Il suo testamento ricorda che egli ebbe questo rimorso per tutta la vita. Durante la messa della domenica delle Palme, celebrata dal cardinale Montmorency, che aveva giurato, il re si astenne dal prendere la comunione: il fatto venne ampiamente conosciuto. Il giorno successivo, lunedì 18 aprile, Luigi XVI e la sua famiglia stavano per lasciare le Tuileries, come l'anno precedente, per andare a passare la Settimana Santa a Saint-Cloud, quando furono impediti da una folla informata di questa intenzione, "spontaneamente" riunita in place du Carrousel, che immobilizzò la carrozza reale. La seconda divisione della Guardia nazionale si unì ai dimostranti. La famiglia reale rimase bloccata per due ore, finché arrivarono La Fayette e Bailly ad aprire un varco al re. Luigi XVI fu costretto a tornare alle Tuileries a piedi. In seguito a questo episodio, La Fayette diede le dimissioni, che peraltro ritirò velocemente davanti all'insistenza dei suoi ufficiali e della maggioranza delle sezioni.
Per questa situazione Luigi XVI si decise ad autorizzare il suo entourage e quello della regina, con in testa il conte svedese Hans Axel von Fersen, a sottoporgli un piano d'evasione dal palais des Tuileries, minuziosamente organizzato.

## Piano d'evasione
La partenza della famiglia reale da Parigi era un'idea ricorrente dopo la cosiddetta «marcia su Versailles» del 5 e 6 ottobre 1789, data a partire dalla quale era stata per la prima volta portata in consiglio.
Le prime tracce dei preparativi di questa evasione risalgono al settembre 1790. Sembra che il piano iniziale fosse stato formulato dal vescovo di Pamiers, Joseph-Mathieu d'Agoult: «uscire dalla prigione delle Tuileries e ritirarsi in una piazzaforte di frontiera posta sotto il comando dal marchese di Bouillé. Di lì il re avrebbe riunito delle truppe e i sudditi rimasti fedeli, e avrebbe cercato di radunare il suo popolo, smarrito da dei faziosi». Solo se questo piano fosse fallito, era previsto il ricorso agli «alleati», cioè all'Imperatore d'Austria.
Nel piano definitivo l'obiettivo consisteva nel raggiungere con discrezione la piazzaforte di Montmédy, per unirsi al marchese di Bouillé, generale in capo delle truppe della Mosa, della Saar e della Mosella, complice nell'organizzazione del piano.

### Gli organizzatori
Il re rimase il «cervello» dell'operazione, che lui stesso chiamava «viaggio a Montmédy»; tuttavia, incaricò alcuni collaboratori di organizzare aspetti specifici del piano: 
- Joseph-Mathieu d'Agoult, vescovo di Pamiers, fu l'ideatore del progetto di massima;
- Hans Axel von Fersen, intendente e amante della regina, organizzò l'uscita dal palazzo delle Tuleries;
- Joseph Duruey, amministratore del tesoro reale, e Jean-Baptiste Tourteau de Septeuil, gestirono le spese;
- il tenente generale marchese di Bouillé, curò l'aspetto militare[4];
- il barone di Breteuil, tenne i rapporti diplomatici con i principi europei;
- Florimond Claude, conte di Mercy-Argenteau, ambasciatore d'Austria a Parigi e intermediario con l'Imperatore.
- Pierre-Jean de Bourcet, antico cameriere del defunto delfino Luigi Giuseppe.
- Nicolas de Malbec de Montjoc, marchese di Briges, cocchiere della vettura che avrebbe portato i reali dalle Tuileries alla Barrière de la Villette[5].

A partire da settembre il vescovo di Pamiers si era recato a Metz ad incontrare Bouillé, comandante delle truppe dell'Est. Quest'ultimo ebbe l'idea di chiedere all'Imperatore, cognato del re, di schierare delle truppe sulla frontiera e di chiedere rinforzi dei migliori reggimenti. Un dispaccio di Maria Antonietta a Mercy-Argenteau dimostra questa richiesta di movimento di truppe alleate verso la frontiera francese.
Poiché il piano era stato elaborato dall'entourage di Maria Antonietta, il marchese di Bouillé pretese un biglietto del re per avere conferma del suo consenso. E in effetti Luigi XVI fece modificare il piano: non si doveva trattare di una fuga all'estero. Infatti il re voleva rimanere in Francia, sia pure al riparo dai rivoluzionari.
I preparativi erano coperti dal riserbo più totale, anche all'interno della casa di Borbone: il fratello del re, il conte di Provenza, fu messo al corrente della destinazione finale del convoglio reale, ovvero Montmédy, solo il 19 giugno. Anche il conte di Provenza, che abitava al Petit Luxembourg, lasciò Parigi la notte del 20 giugno. Travestito e munito di un passaporto inglese, raggiunse così i Paesi Bassi austriaci, passando per Avesnes-sur-Helpe e Maubeuge..

### I partecipanti
Il piano consisteva nel farsi passare per il convoglio della baronessa di Korff, vedova di un colonnello russo che si stava recando a Francoforte con due bambini, una governante, un maggiordomo e tre domestici.
Fersen, a nome di Mme de Korff, chiese al ministro Armand Marc de Montmorin Saint-Hérem un lasciapassare, che questi firmò senza sospettare nulla. La firma del re fu meno difficile da ottenere. Ecco le identità assunte dai membri della comitiva:
- Luigi XVI: M. Durand (intendente della baronessa di Korff).
- Maria Antonietta: Mme Rochet (governante dei figli della baronessa).
- Maria Teresa di Francia: una delle figlie della baronessa.
- Il Delfino: l'altra figlia della baronessa (era vestito da bambina).
- La marchesa Louise Elisabeth de Croÿ, governante degli «enfants de France»: la baronessa di Korff.
- Madame Elisabeth (sorella di Luigi XVI): Rosalie, dama di compagnia della baronessa.
- I tre domestici erano i signori de Moustier, de Valory e de Malden, gentiluomini (vecchie guardie del corpo licenziate nel 1789). Essi dovevano fungere da cocchieri, seduti a cassetta, o avrebbero calvalcato a fianco della carrozza e l'avrebbero preceduta per preparare i cambi di cavalli nelle stazioni di posta. Perciò il re aveva chiesto loro di indossare le livree da corrieri. Tuttavia, la scelta del colore giallo per la livrea non fu molto felice, poiché era quello della casa del principe di Condé, emigrato all'inizio della rivoluzione e che non poteva che destare sospetti nelle Argonne, dov'era molto conosciuta.

### La carrozza
Il 22 dicembre 1790 era stata ordinata al carrozziere Jean Louis, che aveva il laboratorio sul quai des Quatre-Nations (oggi hôtel Parabère, sul quai Malaquais) una berlina robusta capace di alloggiare comodamente sei passeggeri. La cassa e le modanature dovevano essere dipinte di verde, il timone e le ruote di giallo limone. Il tiro era a sei cavalli. L'ordine era stato fatto da Fersen a nome della baronessa di Korff. Durante l'inverno Fersen sollecitò il lavoro, che fu terminato il 12 marzo 1791. Tuttavia, fino al 2 giugno nessuno andò a ritirarlo.
Si trattava di una vettura da viaggio di tipo normale per effettuare lunghi tragitti. È falso quanto affermato polemicamente da Sébastien Mercier, secondo cui si sarebbe trattato di un «condensato di Versailles»: prova ne è che la carrozza servì in seguito da diligenza sulla tratta Parigi-Digione fino al 1795, quando fu distrutta da un incendio.

### L'itinerario previsto
L'itinerario scelto dal re per recarsi a Montmédy prendeva la strada di Châlons-sur-Marne. A Pont-de-Somme-Vesle un primo distaccamento di quaranta ussari di Lauzun, agli ordini del duca di Choiseul, avrebbe seguito la carrozza fino a Sainte-Menehould, dove un distaccamento del reggimento dei dragoni reali avrebbe scortato direttamente la berlina. A Clermont-en-Argonne uno squadrone del reggimento dei dragoni di Monsieur agli ordini del conte del Damas avrebbe raggiunto la berlina. All'uscita da Varennes uno squadrone di ussari di Lauzun avrebbe dovuto bloccare per ventiquattr'ore gli eventuali inseguitori; la stazione di posta di Dun-sur-Meuse sarebbe stata presidiata da un altro squadrone di ussari di Lauzun, mentre il reggimento Reale Tedesco si sarebbe accampato a Stenay. Il re avrebbe potuto raggiungere così Montmédy o avrebbe potuto attendere l'arrivo del marchese de Bouillé.

### L'uscita dalle Tuileries
L'organizzazione dell'uscita dalle Tuileries competeva a Fersen. Lo storico André Castelot ha sottolineato la difficoltà di lasciare segretamente un palazzo, al cui pianterreno dormivano sulla paglia molti servitori, in particolare quelli addetti alle scuderie. Inoltre gli uomini della Guardia nazionale vigilavano attentamente per ordine di La Fayette, che aveva giurato sulla propria testa di non lasciar scappare il re.
Per uscire dalle Tuileries e raggiungere la citadine (una piccola carrozza da città) che aspettava in rue des Échelles, bisognava dunque conoscere i movimenti delle sentinelle. Dopo aver effettuato la cerimonia del coucher du Roi (ridotta rispetto ai tempi del Re Sole ma sempre in vigore), il re, la regina, la governante con il delfino e Madame Royale, la marchesa e Madame Élisabeth dovevano rapidamente travestirsi e uscire dal palazzo in direzione della citadine di cui fungeva da cocchiere il marchese di Briges. Questi e Fersen li avrebbero guidati attraverso la rue du Faubourg-Saint-Martin, fino alla Barrière de la Villette. Questo avrebbe dovuto avvenire intorno all'una e venti di notte. Passare la barriera non sarebbe stato un problema, dato che i gabellotti festeggiavano il matrimonio di uno di loro. Una volta usciti di città, sarebbero scesi dalla citadine per accomodarsi nella berlina da viaggio che li attendeva con i tre valletti. A questo punto si sarebbero accomiatati da Fersen.

## La fuga della famiglia reale
20 giugno 1791
- 22:30: Due cameriere di Maria Antonietta, madame Brunier e madame Neuville, le prime dame di madame e del delfino, lasciano le Tuileries per Claye-Souilly dove devono raggiungere la berlina reale.
Nello stesso momento, nelle Argonne (e nel dipartimento della Marna) 180 dragoni sotto il comando del colonnello di Damas stazionano a Clermont-en-Argonne e nel vicino villaggio di Auzéville-en-Argonne. Quaranta ussari di Lauzun, comandati dal sottotenente Boudet, stazionano a Sainte-Ménéhould: devono raggiungere l'indomani Pont-de-Somme-Vesle, prima stazione di posta dopo Châlons-en-Champagne.
- 22:50: Axel de Fersen conduce fuori dalle Tuileries il delfino, sua sorella Maria Teresa di Francia e la loro governante, Louise-Élisabeth de Croÿ de Tourzel. Fanno il giro del Louvre passando lungo la Senna e si ritrovano in rue de l'Échelle, di fianco al Louvre, ad aspettare il re, la regina ed Élisabeth.
- 23:30: Luigi XVI e Maria Antonietta fanno finta di andare a dormire secondo il cerimoniale abituale. La Fayette e il suo aiutante Romeuf sono venuti a fare l'abituale visita di cortesia: ritardano così la fine della cerimonia del coucher du Roi.

21 giugno 1791
- 0:10: Luigi XVI, travestito da valletto, sale sulla citadine posteggiata presso le Tuileries, in rue de l’Échelle. Lì trova la sorella Élisabeth. Maria Antonietta, che s'era persa nelle viuzze che circondano il Louvre, lo raggiunge a mezzanotte e trentacinque. Secondo lo storico Jules Michelet, il duca di Choiseul aveva riservato l'ultimo posto sulla carrozza per uno dei suoi uomini esperti in colpi di mano, il marchese d'Agoult: anche il generale Bouillé lo aveva proposto per accompagnare il re e la sua famiglia nel viaggio, dicendo che era necessario in una circostanza del genere per arginare l'inaffidabilità del re quando era sotto pressione. Tuttavia, la marchesa de Croÿ de Tourzel aveva fatto valere il proprio giuramento, in qualità di «governante di Francia», di non abbandonare mai i «figli di Francia» e pretese che fosse lasciato a lei l'ultimo posto sulla carrozza. Luigi XVI intercesse per lei ed il soldato fu costretto a scendere dalla vettura.
- 1:50: La famiglia reale raggiunge la berlina alla Barrière de la Villette con un'ora e mezza di ritardo sull'orario previsto.
- 2:30: Primo cambio di cavalli a Bondy: Axel de Fersen che aveva accompagnato la famiglia reale la saluta.
- 4:00: Un cabriolet con le due cameriere raggiunge la berlina reale a Claye-Souilly.
- 7:15: Il cameriere si accorge che Luigi XVI non è in camera alle Tuileries ed al suo posto trova, lasciato in evidenza, un testo manoscritto del re di sedici fogli intitolato «Dichiarazione di Luigi XVI ai Francesi alla sua uscita da Parigi».
La Fayette, incaricato di sorvegliare il re in quanto comandante della Guardia nazionale, viene messo subito al corrente della partenza.
Nel frattempo il conte di Provenza lascia anche lui Parigi di buon mattino con il suo amico d'Avaray e arriva senza nessuna difficoltà, attraverso Maubeuge e Avesnes-sur-Helpe, a Mons, nei Paesi Bassi Austriaci. Di lì raggiunge poi Marche-les-Dames, presso Namur, dove successivamente verrà a sapere dell'arresto di suo fratello.
- 8:00: La notizia della partenza del re si sparge per Parigi. L'Assemblea Costituente, dopo un'iniziale esitazione fra la fuga ed il rapimento, dichiara che il re è stato rapito.

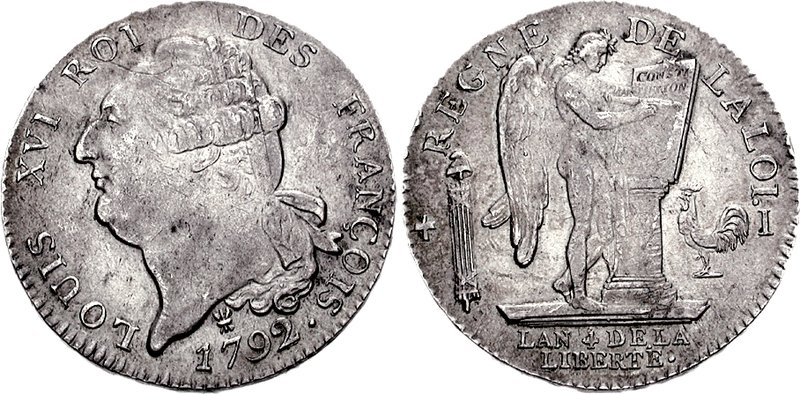
Luigi XVI raffigurato sullo scudo costituzionale

- 10:00: Sessanta ussari di Lauzun agli ordini del sottotenente Röhrig stazionano presso il convento dei Francescani di Varennes: vi si trovano dall'8 giugno, con un distaccamento principale il 19 giugno.
Un distaccamento di cento ussari agli ordini del capo squadrone Calixte Deslon tiene il posto di Dun-sur-Meuse a 24 chilometri da Varennes.
Infine, un distaccamento di quaranta ussari è affidato al sottotenente Jean Boudet, agli ordini del duca di Choiseul per accogliere la famiglia reale a Pont-de-Somme-Vesle, all'uscita da Châlons-en-Champagne.
La berlina reale arriva a Viels-Maisons, il locandiere François Picard riconosce il re. I postiglioni e gli addetti alle scuderie vengono messi al corrente.
- 11:00: Il convoglio reale si ferma a Montmirail con tre ore di ritardo sull'orario previsto.
A Parigi La Fayette invia dei corrieri in tutte le direzioni verosimili per arrestare la famiglia reale.
A Sainte-Menehould e Clermont-en-Argonne, la popolazione si allarma per l'arrivo dei cavalieri e la Guarda nazionale prende le armi.
- 14:30: Il convoglio attraversa Chaintrix, dove il re è riconosciuto dal mastro di posta locale. All'uscita dal paese i cavalli si accasciano due volte.
- 16:00: La berlina reale arriva a Châlons-en-Champagne percorrendo l'avenue de Paris, attraversa la Marna e prende la rue de Marne. Con quattro ore di ritardo cambia i cavalli presso il mastro di posta Viet al 94 di rue Saint-Jacques (oggi rue Léon Bourgeois). Poi riprende la direzione di Sainte-Menehould.
Frattanto, a Pont-de-Somme-Vesle il duca di Choiseul, non vedendo arrivare il convoglio reale e temendo di innervosire i contadini, ordina ai suoi ussari di ripiegare attraverso i campi e di raggiungere Varennes, nelle Argonne, evitando le strade. E incarica il cameriere della regina, Jean-François Autier, che era venuto con lui da Parigi, di consegnare agli ufficiali dei distaccamenti di Sainte-Menehould e di Clermont un messaggio in cui avvertiva del contrattempo e consigliava di far dissellare i cavalli e far rientrare gli uomini.

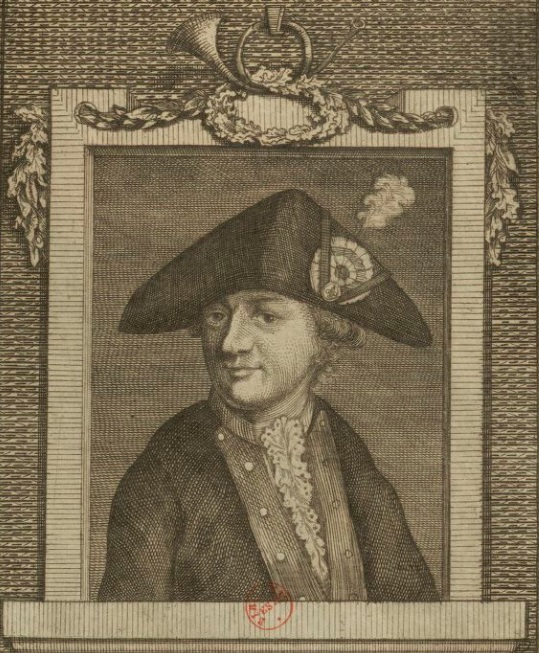
Jean-Baptiste Drouet

- 19:55: Il cabriolet, seguito dalla berlina reale, si ferma davanti alla stazione di posta di Sainte-Menehould.
Il mastro di posta Jean-Baptiste Drouet, che ha vissuto a Versailles come soldato del reggimento di Condé, crede di riconoscere la coppia reale[7], ma non reagisce.
- 20:10: Le due vetture lasciano la stazione di posta in direzione di Clermont-en-Argonne dove le aspetta il distaccamento di dragoni comandati dal colonnello Damas. A Clermont la Municipalità lascia ripartire la carrozza, ma vieta ai dragoni di scortarla.[4] In effetti, dopo aver parlato col re, che si augura solo di rimanere in incognito e di cambiare i cavalli senza altre formalità, Damas si propone di seguire il convoglio a distanza. Tuttavia, potrà riprendere la strada solo con pochi soldati.
- 21:00: Arriva a Sainte-Menehould un membro della Guardia nazionale, mandato da La Fayette a scoprire dove sia fuggita la famiglia reale. Drouet si ricorda del convoglio passato un'ora prima, che corrisponde alla descrizione fatta dal messo di La Fayette. Pertanto Drouet si fa incaricare dalla Municipalità di inseguire la berlina sospetta.[4]
Giunti a Clermont, Jean-Baptiste Drouet e il suo amico Jean-Chrisosthome Guillaume[8] vengono a sapere che «dopo aver chiesto dei cavalli per Verdun, le carrozze prendono la strada di Varennes»[9] ciò conferma i loro sospetti. Perciò decidono di dirigersi attraverso la foresta delle Argonne verso il villaggio delle Islettes per raggiungere Varennes, dove pensano che si stiano dirigendo le vetture.

## La notte di Varennes
21 giugno 1791
- 21:30: Léonard Alexis Autié, parrucchiere delle regina, arriva a Varennes e si reca, di sua iniziativa, dal cavaliere di Bouillé per comunicargli che la vettura reale è in ritardo e non arriverà prima dell'indomani. Bouillé decide di far rientrare i suoi cavalli e di tornare nella sua locanda.

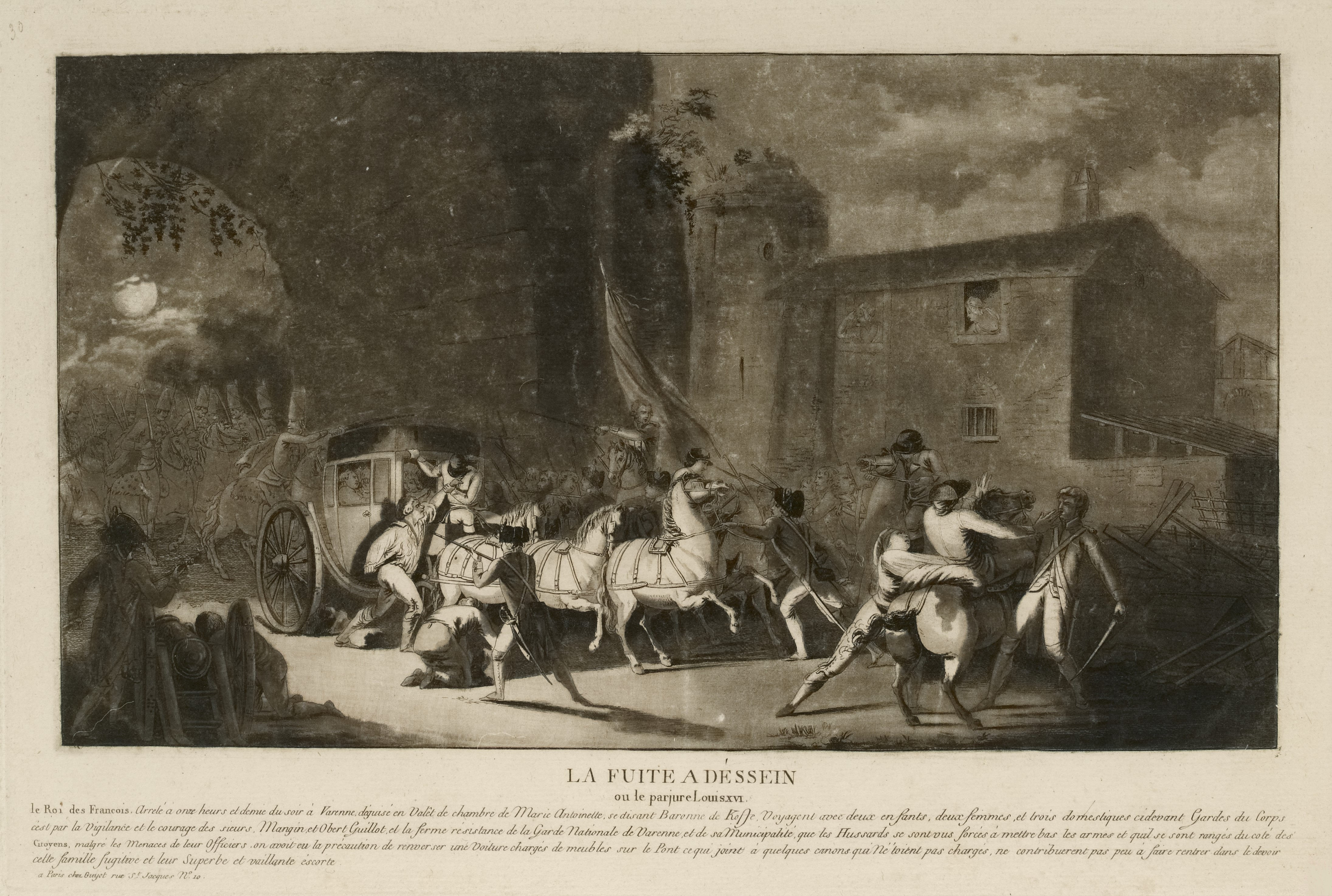
La berlina sotto la volta della chiesa di Saint-Gégoult

- 22:50: La berlina reale si ferma all'ingresso di Varennes, un valletto scende per cercare dove li aspetta il cambio di cavalli.
I viaggiatori sono stupiti di non trovare nessuno dei cavalieri che avrebbero dovuto scortarli.
Bussano alla porta di Monsieur de Préfontaines che risponde di non sapere di nessun cambio di cavalli.
In effetti, non vedendo arrivare nessuno, il cambio di cavalli è stato spostato nella città bassa, dall'altra parte del ponte sull'Aire.
- 22:55: Jean-Baptiste Drouet e Jean-Chrisosthome Guillaume arrivano a Varennes, passano davanti alla carrozza ferma e avvertono il procureur-syndic, il droghiere Jean-Baptiste Sauce, che le vetture della famiglia reale in fuga sono ferme in cima al paese. Decidono di costruire una barricata sul ponte sull'Aire. Intanto la Guardia nazionale di Varennes si mobilita e il suo comandante, il futuro generale Étienne Radet, fa mettere due cannoni in batteria vicino al ponte.

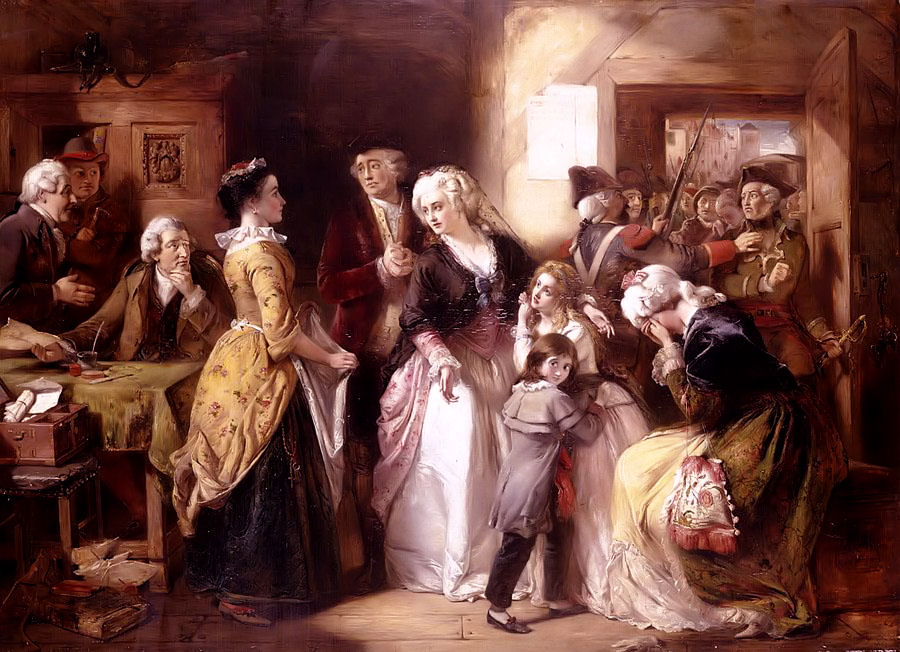
L'arresto del re e della sua famiglia a Varennes. Quadro del 1854.

- 23:10: Le due carrozze della famiglia reale sono immobilizzate molto prima della barricata, davanti alla volta della chiesa di Saint-Gégoult che attraversa la strada.
Jean-Baptiste Sauce, sotto la pressione dei patrioti che si trovano all'osteria del Bras d'or, obbliga i viaggiatori a scendere e li fa entrare nella sua casa, che si trova a pochi passi.
La martinella inizia a suonare e la Guardia nazionale è messa in allarme.

22 giugno 1791
- 0:30: Il giudice Destez, che ha vissuto molto a Versailles e che Jean-Baptiste Sauce è andato a cercare, riconosce formalmente il re.
Gli ussari di Lauzun, che stazionano al convento dei Francescani, non essendo stati adunati dai loro ufficiali (fra cui il tenente Bouillé, figlio del marchese di Bouillé), fraternizzano con la folla.
Il chirurgo Mangin monta a cavallo per portare la notizia a Parigi.
Il distaccamento degli ussari di Lauzun agli ordini del duca di Choiseul, di ritorno da Pont-de-Somme-Vesle, rientra a Varennes e si mette di guardia davanti alla casa di Sauce: alla richiesta del duca di Choiseul, il sottotenente Röhrig parte per Stenay, per avvisare il marchese di Bouillé (il figlio, incapace di iniziativa, era già partito per raggiungere suo padre a Stenay).
La martinella continua a suonare e sempre più contadini arrivano a Varennes.

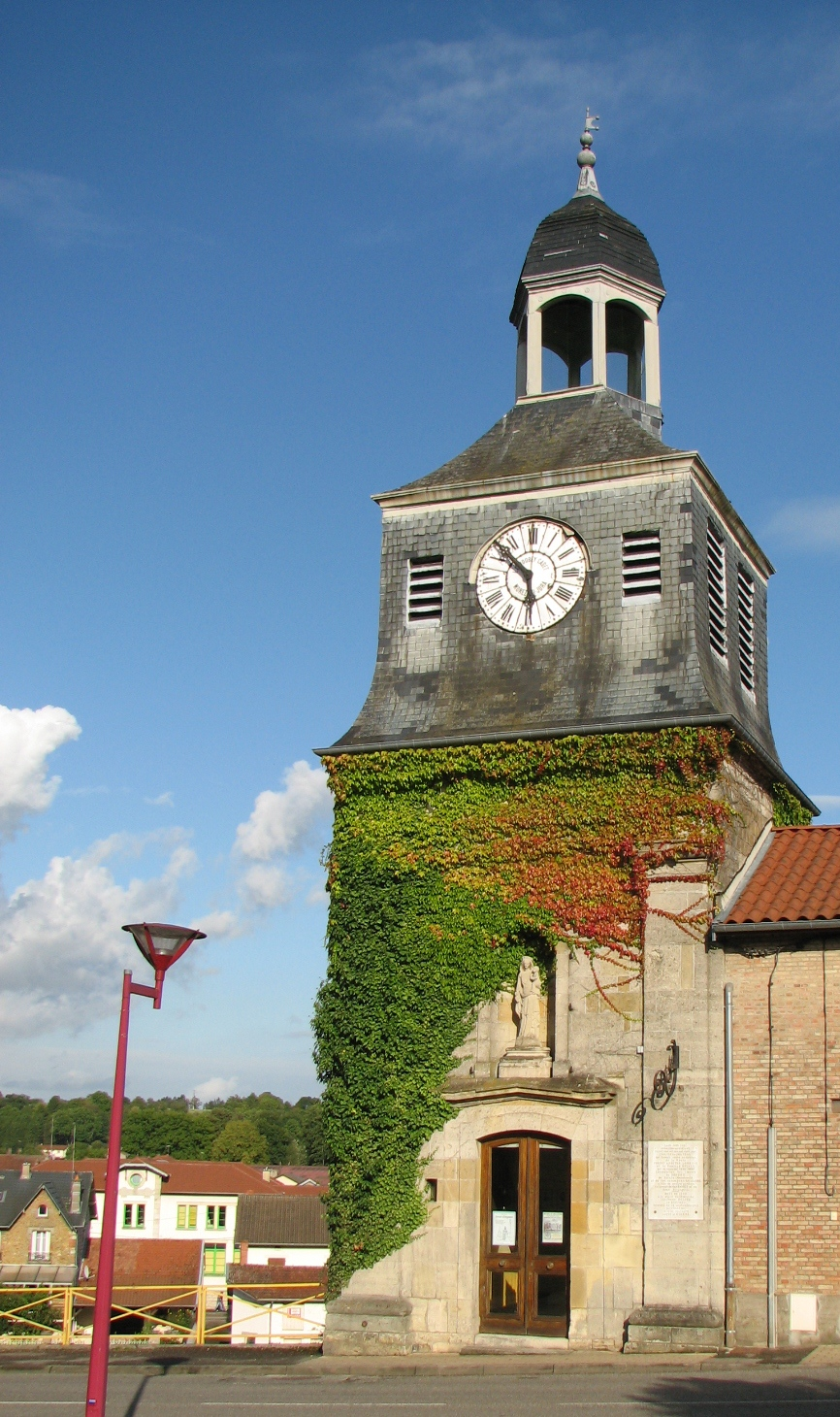
La torre di Luigi XVI

- 5:30: Il capo squadrone Deslon, responsabile del posto di Dun-sur-Meuse, avendo visto passare il cavaliere di Bouillé verso le tre del mattino, e poi il sottotenente Röhrig, comprende cosa sta succedendo a Varennes, fa montare in sella il suo squadrone di ussari e arriva a Varennes verso le 5.30, ma non può entrare in paese, che è in allerta alla vista delle sue truppe: può tuttavia incontrare il re e la sua famiglia e propone loro una sortita sotto la protezione degli ussari di Lauzun ancora fedeli e di una parte della popolazione che era pronta a coprire la sua partenza. Il re rifiuta di impiegare gli ussari e preferisce aspettare, invano, i rinforzi del marchese di Bouillé, che avrebbero dovuto arrivare.
In tutto questo tempo diecimila persone, gli abitanti di Varennes e molte persone venute dai dintorni richiamati dalla martinella, si sono ammassate nel paese per vedere il re.
- 7:45: Verso le sette sono arrivati gli inviati dell'Assemblea costituente, il patriota Bayon e l'aiutante di campo di La Fayette, Jean Louis Romeuf, che vengono da Parigi muniti di un decreto dell'Assemblea che ordina l'arresto della famiglia reale. Insieme ai patrioti di Varennes decidono di rispedire la famiglia reale a Parigi.
Richiamata dalla martinella che suona dappertutto, una folla enorme si assiepa ai bordi della strada percorsa dal convoglio dei prigionieri scandendo il grido: «A Parigi! A Parigi!». La popolazione è trattenuta dalla Guardia nazionale di Varennes e dai dragoni passati dalla parte del popolo. Alle otto la berlina reale prende la strada per Parigi.
Il duca di Choiseul e il conte di Damas vengono arrestati dalla folla. Il capo squadrone Deslon cerca invano di mettere in atto un colpo di mano con gli ussari presenti a Varennes e il suo distaccamento bloccato davanti al paese, ma senza una cartina, non trova un guado per passare l'Aire con il suo squadrone.
Il reggimento Reale Tedesco arriva a Varennes solo alle nove di mattina. Agli ufficiali compromessi nell'affare non resta che emigrare.

## Il ritorno della famiglia reale a Parigi
22 giugno 1791
- 22:00: A Parigi l'Assemblea Costituente, avvertita da Mangin dell'arresto della famiglia reale, nomina tre commissari, Antoine Barnave, Jérôme Pétion de Villeneuve e Charles César de Fay de La Tour-Maubourg, per riportare la famiglia reale a Parigi. Pétion e Barnave saliranno nella carrozza della famiglia reale.
- 23:00: La famiglia arriva a Châlons-en-Champagne, per la porta di Sainte-Croix, che era stata dedicata alla delfina in occasione del suo arrivo in Francia nel 1770, quando aveva trascorso la notte all'Hôtel de l'Intendance.

23 giugno 1791
- 12:00: Il convoglio reale lascia Châlons-en-Champagne, dopo aver ricevuto una delegazione del direttorio della città guidata da Louis Joseph Charlier alle dieci del mattino ed aver assistito alla messa, che però verrà interrotta.
- 16:00: Il convoglio arriva ad Épernay, dove la famiglia reale pranza.
- 17:30: I tre deputati dell'Assemblea, accompagnati dal colonnello Mathieu Dumas, incontrano il convoglio con la famiglia reale a Boursault, fra Épernay e Dormans. Dormono a Dormans.
Intanto a Parigi il club dei Cordiglieri chiede la proclamazione della repubblica.
Mentre all'Assemblea vengono processati Lafayette e Romeuf, in quanto vertici della Guardia nazionale, per aver lasciato scappare il re. Vengono salvati dall'oratoria di Barnave[4].

24 giugno 1791

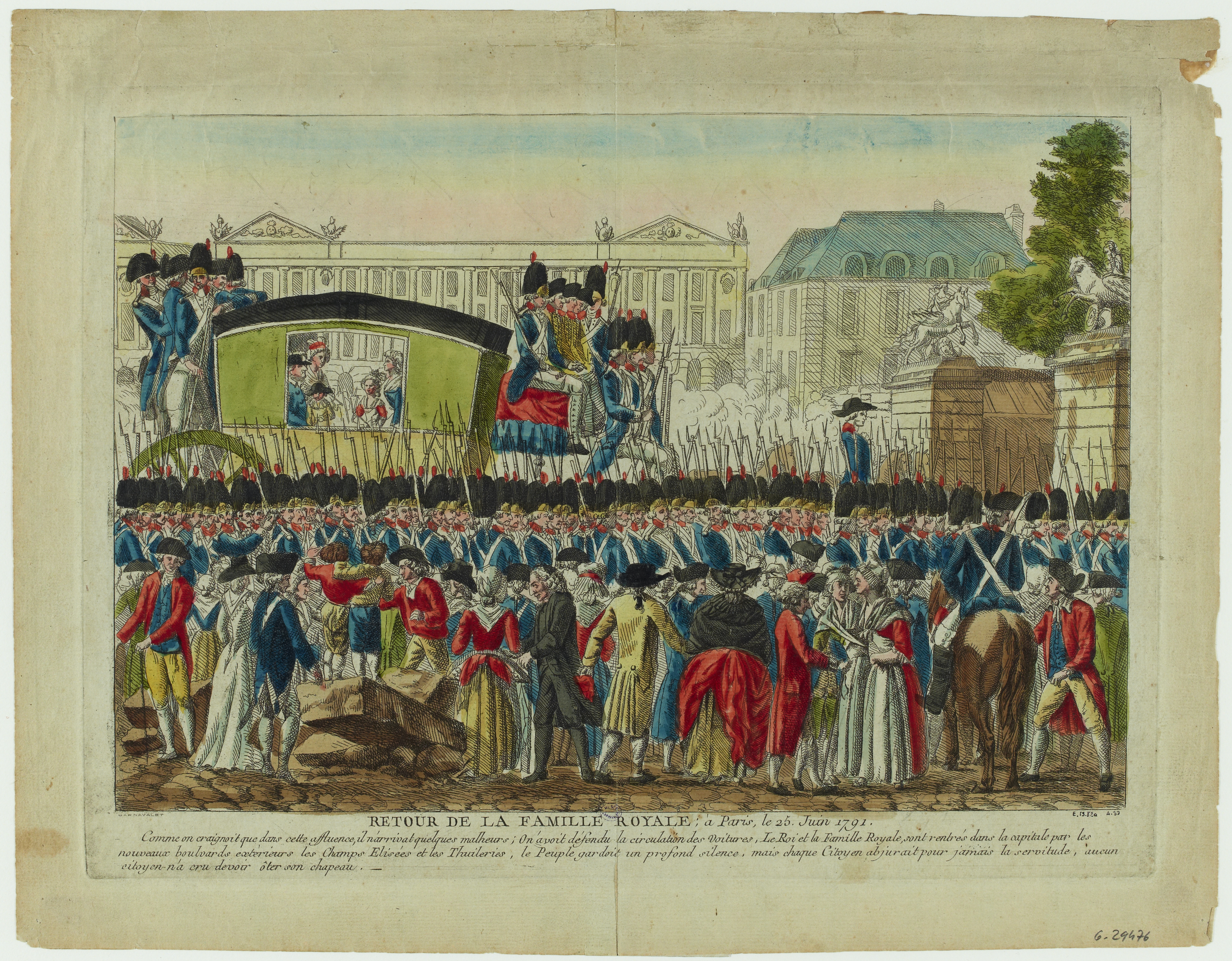
Il ritorno da Varennes

- 6:00: Il convoglio parte per Parigi e si ferma per la notte a Meaux.
A Parigi una petizione redatta dai Cordiglieri (detta «petizione dei Tirannicidi») e firmata da trentamila persone reclama l'instaurazione della repubblica.

25 giugno 1791
- 7:00: La famiglia reale lascia Meaux. A Parigi, già dall'alba, una folla immensa prende la direzione di Meaux.
La città è inondata di pamphlets violenti, pieni di ingiurie verso il re e la regina.
- 14:00: Alle porte di Parigi, secondo Michelet, Pétion (allora molto popolare) si siede fra il re e la regina per scoraggiare eventuali attentatori che tirino nella loro direzione.
I primi parigini incrociano la famiglia reale a Villeparisis.
Intanto l'Assemblea Nazionale decreta la sospensione di Luigi XVI.

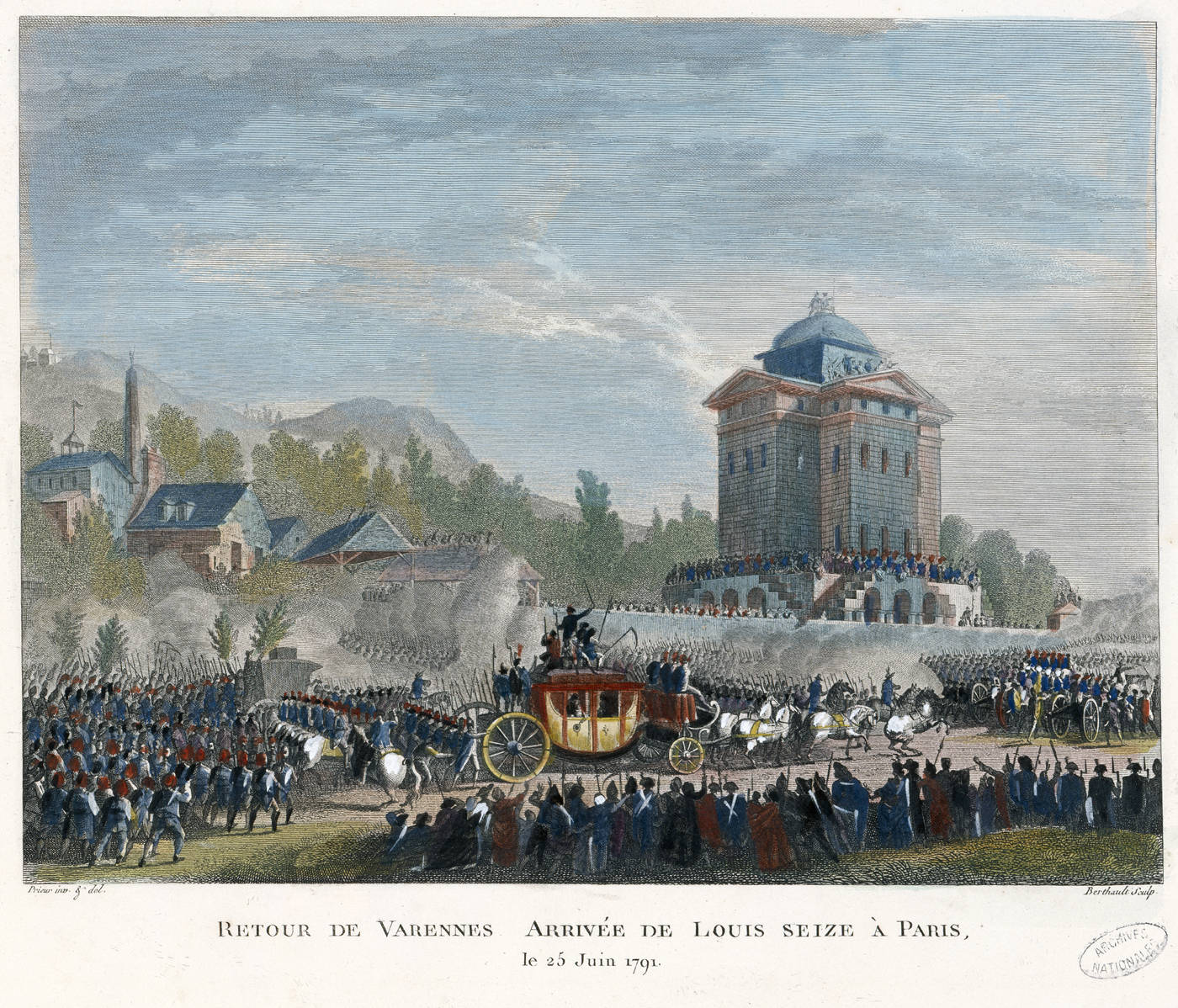
Il ritorno di Luigi XVI mentre passa alla Barrière des Ternes

- 18:00: Il corteo reale arriva sui «nuovi boulevard» (attuali boulevard de La Chapelle, Rochechouart, Clichy, etc.). Per evitare manifestazioni troppo violente, la municipalità decide che il convoglio farà il giro di Parigi e rientrerà alle Tuileries dagli Champs-Élysées e place de la Concorde. La Guardia nazionale cavalca dai due lati per formare un cordone di sicurezza, ma tenendo il calcio dei fucili in alto, come per le sepolture. Il silenzio è stato ordinato da La Fayette: «Chiunque applaudirà il re sarà bastonato, chiunque lo insulterà sarà impiccato».
- 19:00: Al passaggio della berlina reale e della doppia ala di guardie nazionali con in testa La Fayette, vengono mostrate sedute a cassetta le tre guardie del corpo del re (Malden, Moustier e Valory) con le mani legate dietro la schiena. La folla è immensa, ma silenziosa, o quasi, dal momento che La Fayette aveva proibito ogni manifestazione di sostegno o di odio: si sentono solo grida «Viva Drouet! Viva la Nazione! Viva la Guardia nazionale!».
- 22:00: Quando la vettura reale arriva alle Tuileries, scoppia la rabbia popolare. Poco ci manca che Maria Antonietta sia ferita. Il duca d'Aiguillon e il visconte di Noailles la salvano per un pelo.

## Cause del fallimento
Secondo molti appassionati di questo fatto storico, fra cui Napoleone Bonaparte (del quale è stata trovata una lettera sull'argomento dallo storico André Castelot), i maggiori responsabili del fallimento furono il duca di Choiseul e Autier. Il duca non avrebbe rispettato le direttive di Bouillé, ed anzi avrebbe scompaginato il piano iniziale, in quanto non solo, non vedendo arrivare la berlina reale dopo qualche ora dall'orario previsto, abbandonò la posizione. Ma soprattutto mandò agli ufficiali dei distaccamenti di Sainte-Menehould e di Clermont, il messaggio di lasciare le posizioni convenute. Inoltre, Choiseul commise altri due errori: fece trasmettere alle stazioni di posta successive l'ordine di dissellare i cavalli, e infine si allontanò dalla strada prevista e perciò non incrociò la berlina che arrivava in ritardo.
Léonard, oltre a portare gli ordini di Choiseul, disse al cavaliere di Bouillé che il re sarebbe arrivato solo il giorno successivo. Inoltre, il suo postiglione sbagliò strada, uscendo da Varennes, e si accorse dell'errore solo dopo sette leghe, alle porte di Verdun. Così arrivò a Stenay solo il giorno dopo, quando il re era ormai stato arrestato e perciò la guarnigione di Stenay non avrebbe più potuto portare soccorso.
Inoltre, Bouillé commise l'errore, per alcuni un deliberato tradimento, di mettere le sue truppe di ricambio di là del ponte di Varennes, anziché di qua, permettendo così a Drouot di fermare la carrozza senza problemi.
Però l'errore di base fu probabilmente quello di scegliere l'itinerario seguito da tanti nobili che emigravano dalla Francia a causa della rivoluzione: perciò la popolazione lungo le strade della Champagne e della Lorena era insospettita dai passaggi di carrozze aristocratiche e dai movimenti di truppe e intuì cosa stesse succedendo.
Un altro errore di impostazione fu individuato da Michelet: la regina aveva scelto le tre guardie del corpo, così come Léonard, sulla base della devozione e non della competenza. Analogamente aveva affidato il compito di elaborare il piano a Fersen e Choiseul (appena ventiduenne), i quali, benché molto fedeli, erano privi di esperienza e quindi incompetenti per una missione di questo genere. Qualcosa di simile accadde quando il marchese d'Agoult dovette cedere il posto in carrozza alla marchesa de Croÿ de Tourzel: la spedizione perse un uomo capace e conoscitore del territorio.

## La discussione politica intorno alla fuga del re

### Il testamento politico di Luigi XVI

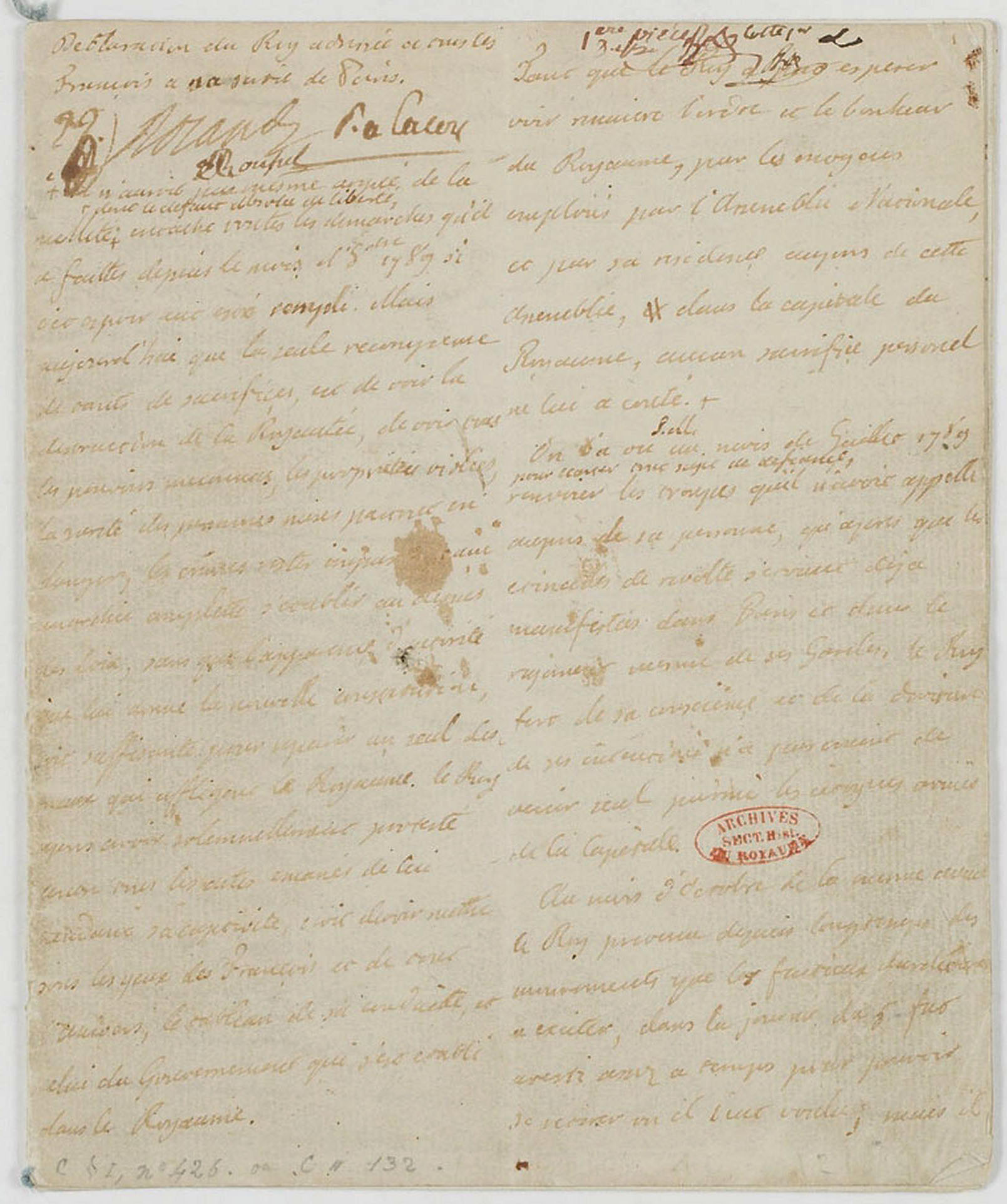
Manoscritto della «Dichiarazione a tutti i Francesi»

Il mattino del 21 giugno 1791, il cameriere di Luigi XVI scoprì sul letto, al posto del re, un testo di 16 pagine scritto da Luigi XVI di suo pugno, intitolato «Dichiarazione a tutti i Francesi», nella quale giustificava la sua partenza da Parigi e riteneva illegale la monarchia costituzionale.
Il re voleva in effetti rivolgersi direttamente al popolo attraverso questa dichiarazione, al fine di renderlo giudice della situazione politica in cui si trovava il paese.
Tradizionalmente chiamato «il testamento politico di Luigi XVI», questo documento è stato riscoperto nel maggio 2009, e ora si trova nel Museo delle lettere e dei manoscritti presso gli Archivi nazionali francesi di Parigi.
D'altronde, in questo scritto il re esprime i suoi sentimenti riguardo alla rivoluzione, ne critica certi aspetti (ad esempio stigmatizza i giacobini e la loro crescente influenza sulla società francese), senza peraltro rinnegare alcune riforme importanti, come l'abolizione dei privilegi della nobiltà e del clero.
Il manoscritto termina con queste parole: "Francesi, e soprattutto voi Parigini, abitanti di una città che gli antenati di Sua Maestà si sono compiaciuti di chiamare la buona città di Parigi, diffidate delle suggestioni e delle menzogne dei vostri falsi amici, tornate al vostro Re, egli sarà sempre il vostro padre, il vostro migliore amico. Che piacere che avrebbe di dimenticare tutte queste ingiurie personali e di ritrovarsi in mezzo a voi quando una Costituzione che egli avrà accettato liberamente farà sì che la nostra santa religione sia rispettata, che il governo sia stabilizzato in modo solido e utile, che i beni e lo stato di ciascuno non siano più turbati, che le leggi non siano più violate impunemente, e infine che la libertà sia posta su basi ferme e solide. A Parigi, li 20 giugno 1791, Luigi"
La redazione del testo era stata inizialmente affidata al conte di Provenza, ma Luigi XVI, trovando le affermazioni troppo aggressive nei confronti dell'Assemblea, lo riscrisse quasi per intero. Anche il manoscritto preparatorio del conte di Provenza si trova al Museo delle lettere e dei manoscritti di Parigi.
Il testo non sarà reso pubblico per decisione prima di La Fayette e poi dell'Assemblea. Non sarà mai diffuso nella sua integralità e conosciuto dai francesi, per tutto il periodo rivoluzionario.

### La finzione del rapimento
In seno all'Assemblea, la maggioranza monarchica (che dopo la morte di Mirabeau era guidata dal cosiddetto «triumvirato» formato da Barnave, Lameth e Duport) aveva ormai ottenuto le riforme richieste e stava cercando di «fissare la Rivoluzione», come aveva detto lo stesso Duport. Perciò la notizia della fuga del re metteva a repentaglio questa politica.
Per salvare la monarchia costituzionale, era necessario fingere che il re non avesse tradito la Costituzione, e allora nel Club dei Giacobini fu presa la decisione di non diffondere il «testamento politico di Luigi XVI» e di far passare la fuga di Varennes per un rapimento. L'idea era partita da La Fayette, che in qualità di comandante della Guardia nazionale aveva la responsabilità di sorvegliare il re.
La Fayette fu immediatamente seguito, e la scelta di censurare il documento del re e di fingere il rapimento fu subito fatta propria da Le Chapelier, da Lameth e soprattutto da Alessandro di Beauharnais che, in qualità di presidente dell'Assemblea, lesse ai deputati della Nazione un succinto resoconto del preteso rapimento. Tale versione fu successivamente arricchita nelle sezioni di provincia.
Quando il «testamento di Luigi XVI» divenne comunque di pubblico dominio, fu necessaria un'integrazione alla descrizione del rapimento e Jean-Nicolas Démeunier lesse all'Assemblea un appello ai francesi in cui diceva che il manoscritto era stato estorto al re con un raggiro prima di portarlo via. Si passò così dalla finzione di un vero e proprio rapimento a quella di un inganno ai danni del re ordito da cattivi consiglieri.
L'Assemblea costituì una commissione d'inchiesta, il «Comitato per i rapporti e le ricerche sugli avvenimenti relativi all'evasione del re e della famiglia reale». La relazione finale di questa commissione, redatta da François-Félix-Hyacinthe Muguet de Nanthou, mescolava in modo contraddittorio la tesi del rapimento e quella dell'inganno ai danni del re. Individuava nel marchese di Bouillé il capro espiatorio; costui avrebbe invitato il re a rifugiarsi sotto la protezione delle sue truppe. La relazione precisava in ogni modo che intenzione del re fosse quella di spostarsi in Francia, ma non di fuggire all'estero. Ciò permetteva di evitare le conseguenze del decreto del 28 marzo 1791, secondo cui la fuga all'estero era parificata all'abdicazione.
Il 15 luglio 1791 si tenne il dibattito in Assemblea in merito alla relazione del Comitato. L'eloquenza di Barnave riuscì a convincere l'Assemblea ad approvare la relazione: la monarchia costituzionale fu conservata, almeno per il momento; unici colpevoli furono ritenuti Bouillé e i suoi complici. Si rinunciò, tuttavia, a diffondere una versione ufficiale dei fatti, per timore di riattizzare le polemiche.

### La denuncia della fuga
I giornali della sinistra radicale da molto tempo avevano previsto una fuga del re.
Perciò, i partigiani dell'abolizione della monarchia sfruttarono subito l'episodio di Varennes per descrivere Luigi XVI come un nemico della rivoluzione e la partenza come una fuga. Con la partenza in incognito il re aveva dimostrato in modo eclatante di non sentirsi legato al giuramento di fedeltà alla Costituzione che aveva prestato il 14 settembre 1790.
Il 16 luglio i Cordiglieri, che non facevano parte dell'Assemblea, raccolsero le firme di una petizione che chiedeva l'instaurazione della repubblica in Francia. Tale testo era però illegale, dal momento che l'Assemblea il giorno prima aveva riconfermato la monarchia.
Lo stesso giorno ebbe luogo la secessione dal club dei Giacobini di quanti erano contrari al rovesciamento del re. Costoro si trasferirono nel vicino convento dei foglianti e vi fondarono il club dei Foglianti.
Il giorno 17 la petizione fu sostituita da un'altra che chiedeva il processo del re e rimproverava all'Assemblea di aver tergiversato. La Municipalità di Parigi, con in testa il monarchico Jean Sylvain Bailly, proibì ogni assembramento di persone. Invece la folla affluì al Campo di Marte per firmare la petizione e reclamarne le richieste. In questo clima surriscaldato, per errore partì un colpo di fucile. Ne seguì un massacro da parte della Guardia Nazionale, noto come «massacro del Campo di Marte», in cui morirono decine di persone.
La repubblica fu poi proclamata nel settembre 1792. Nel successivo processo a Luigi XVI la fuga a Varennes, ormai considerata tale, costituì uno dei principali capi d'accusa.

## Fonti storiche
La fonte principale per conoscere i dettagli della fuga a Varennes è la corrispondenza di Maria Antonietta.
Ma molti partecipanti e spettatori di quei fatti hanno lasciato le loro memorie degli avvenimenti. Fra di essi il marchese de Bouillé e il duca di Choiseul, che aiutarono la fuga, nonché Moustier, Valory e la marchesa di Tourzel, che si trovavano sulla berlina reale. Scrissero le proprie memorie sui fatti di Varennes anche due incaricati dell'Assemblea che salirono sulla berlina al ritorno: Barnave e Pétion.
Inoltre molti storici contemporanei dei fatti, o di poco successivi, ci hanno lasciato la loro relazione degli avvenimenti. Fra di essi i più famosi rimangono Charles de Lacretelle e Jules Michelet.

## Popolarità

### Filmografia
- La Nuit de Varennes, 14º episodio della serie televisiva La caméra explore le temps (1960), di Stellio Lorenzi, André Castelot e Alain Decaux.
- Il mondo nuovo di Ettore Scola (1982), tratto dal romanzo La Nuit de Varennes ou l'Impossibile n'est pas français (1982) di Catherine Rihoit, sovrappone ai fatti storici correttamente descritti, le vicende d'invenzione di osservatori casuali.
- Ce jour-là, tout a changé : l'évasion de Louis XVI, docufiction di Arnaud Sélignac per France 2 del 2009. Questo sceneggiato illustra la tesi secondo cui la fuga del re avrebbe avuto il fine di contrattare con l'Assemblea una nuova costituzione.